# Rodrigo Gallego Trujillo
Rodrigo Gallego Trujillo (ur. 13 marca 1974 w Sevilla) – kolumbijski duchowny katolicki, biskup Palmiry od 2024. 

## Życiorys
Święcenia kapłańskie otrzymał 5 grudnia 1998 i został inkardynowany do diecezji Buga. Po święceniach rozpoczął pracę w diecezjalnym seminarium jako wychowawca. W latach 2004–2009 był wykładowcą tej uczelni, a w latach 2009–2018 jej rektorem. W 2018 mianowany wikariuszem biskupim ds. ekonomii, a w 2023 wikariuszem generalnym diecezji.
31 maja 2024 papież Franciszek mianował go ordynariuszem diecezji Palmira.
10 sierpnia 2024 otrzymał święcenia biskupie w Bazylice Pana Cudów w Buga, których mu udzielił biskup José Roberto Ospina Leongómez. 